# Bahnhof Melbourne Southern Cross

Der Bahnhof Southern Cross ist der Fernbahnhof von Melbourne, Australien, zugleich aber auch ein wichtiger Knotenpunkt von Metro Trains Melbourne, dem S-Bahn-System der Stadt. Er ist einer der größten und wichtigsten Personenbahnhöfe der Eisenbahn in Victoria.

## Geschichte

### Historische Anlage
Der Bahnhof trug vor seinem vollständigen Umbau die Bezeichnung Spencer Street, nach der gleichnamigen Straße, an der das Empfangsgebäude lag. Er wurde 1859 als Kopfbahnhof mit einem Bahnsteig eröffnet. Wie alle Hauptbahnen in Victoria waren die Gleisanlagen in Breitspur ausgeführt. Erst 1874 erhielt der Bahnhof einen zweiten Bahnsteig. 1879 wurde eine Verbindung zum Bahnhof Flinders Street, dem damaligen Hauptbahnhof von Melbourne, hergestellt und dabei der Kopfbahnhof in einen Durchgangsbahnhof umgebaut. 1888–1894 folgte eine Erweiterung, die zusätzliche Bahnsteige und den zweigleisigen Ausbau der Verbindung zum Bahnhof Flinders Street in Hochlage umfasste. 1915 wurde diese Verbindung viergleisig ausgebaut und 1918 bis 1924 für den Vorortverkehr elektrifiziert.
Ab 1960 wurde der Bahnhof grundlegend saniert. Er war als Endbahnhof des von der Eisenbahn in New South Wales ausgehenden Normalspurgleises, das erstmals umsteigefreien, durchgehenden Zugverkehr zwischen den beiden Staaten ermöglichen sollte, ausgewählt worden. Dafür notwendig waren ein neuer überdachter Bahnsteig, der Ersatz des Empfangsgebäudes von 1880 und die Verbindung aller Bahnsteige durch eine Fußgängerunterführung. Zugleich erweiterte man den Viadukt zum Bahnhof Flinders Street auf sechs Gleise und rüstete ihn komplett für Gleiswechselbetrieb aus.

### Neubau im 21. Jahrhundert

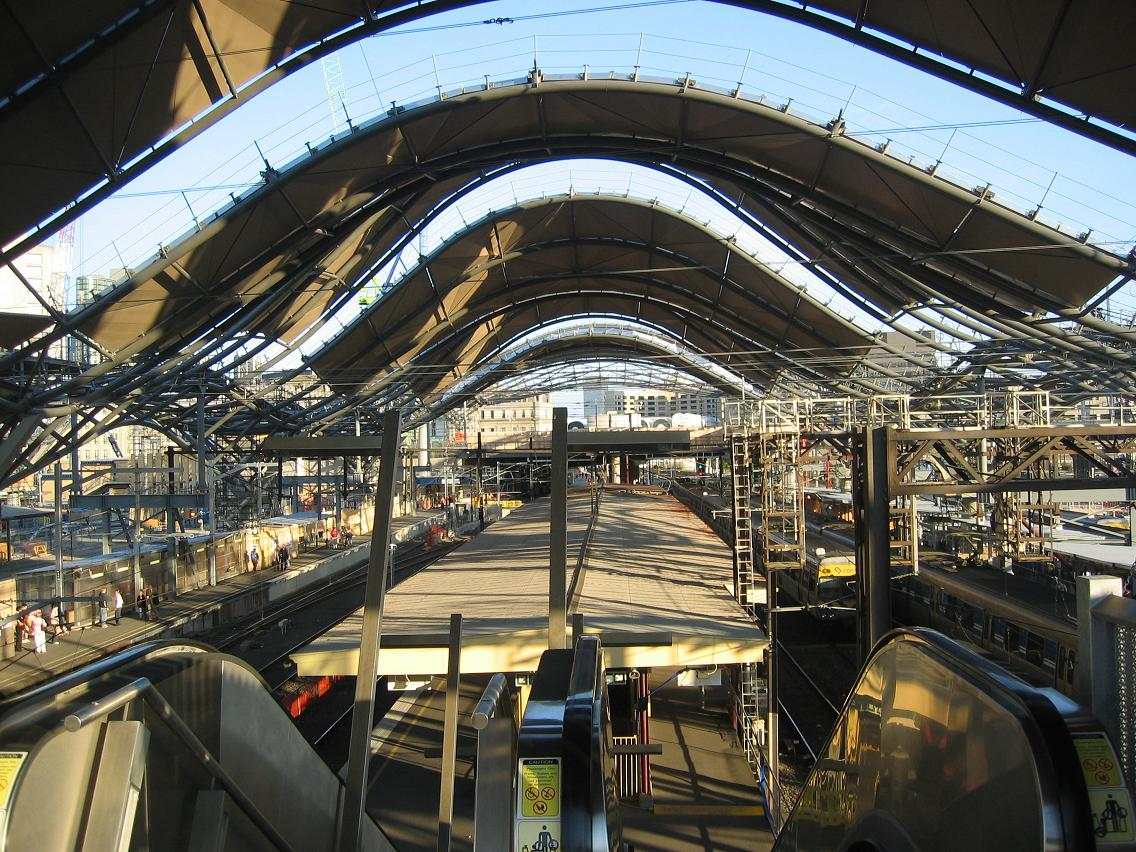
Bauarbeiten 2004

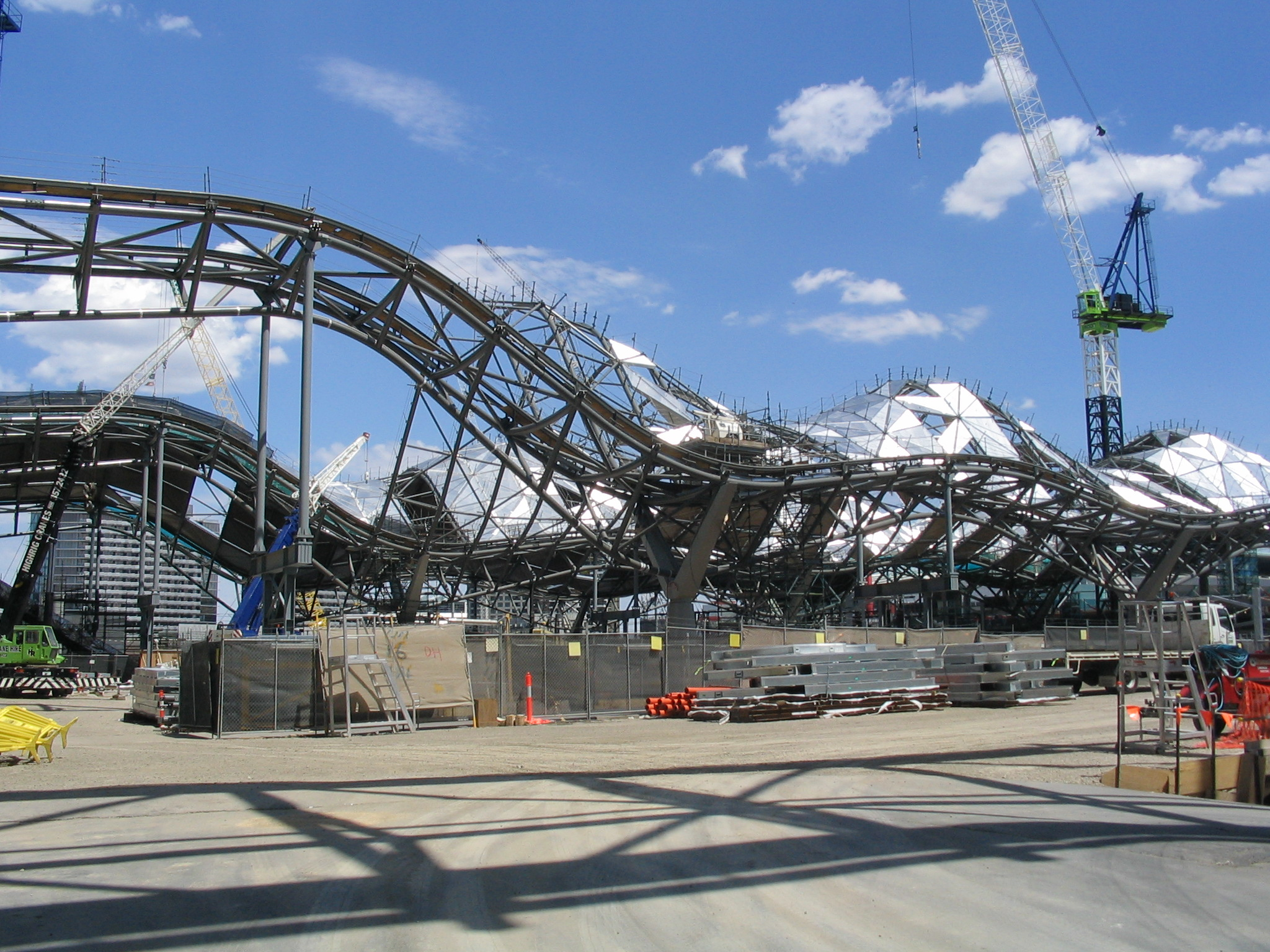
Bauarbeiten 2005

Das heutige – vierte – Empfangsgebäude entstand zwischen 2002 und 2006. Es fällt durch sein wellenförmiges Dach auf, das über den Gleisen zu schweben scheint. Der Entwurf stammt von Grimshaw Architects. Der Bau war nicht ganz unproblematisch: Der Zeitplan des Neubaus geriet während der Arbeiten ins Wanken und die veranschlagten Kosten wurden mit 200 Mio. AUS$ erheblich überschritten. Daraufhin verzichteten die Bauherren auf einige zunächst vorgesehene Elemente des Bauprogramms. Wie heute bei Großbahnhöfen üblich, ist ein Einkaufszentrum in den Bahnhof Southern Cross integriert. Zugleich mit der Eröffnung der neuen Anlage erfolgte die Umbenennung des Bahnhofs von Spencer Street in Southern Cross.
Der Bahnhofsneubau war Teil einer Stadtsanierung für das Quartier Melbourne Docklands und erhielt den Lubetkin-Preis des Royal Institute of British Architects als Herausragendstes Gebäude außerhalb der Europäischen Union 2007.

## Betrieb

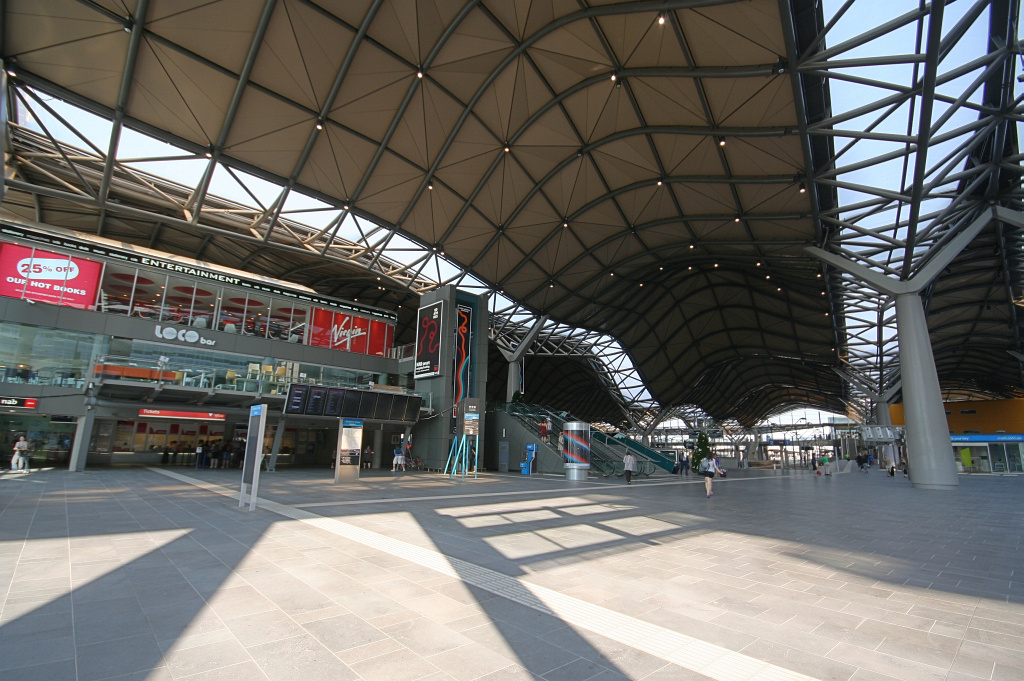
Querbahnsteig des Kopfbahnhofs-Bereichs

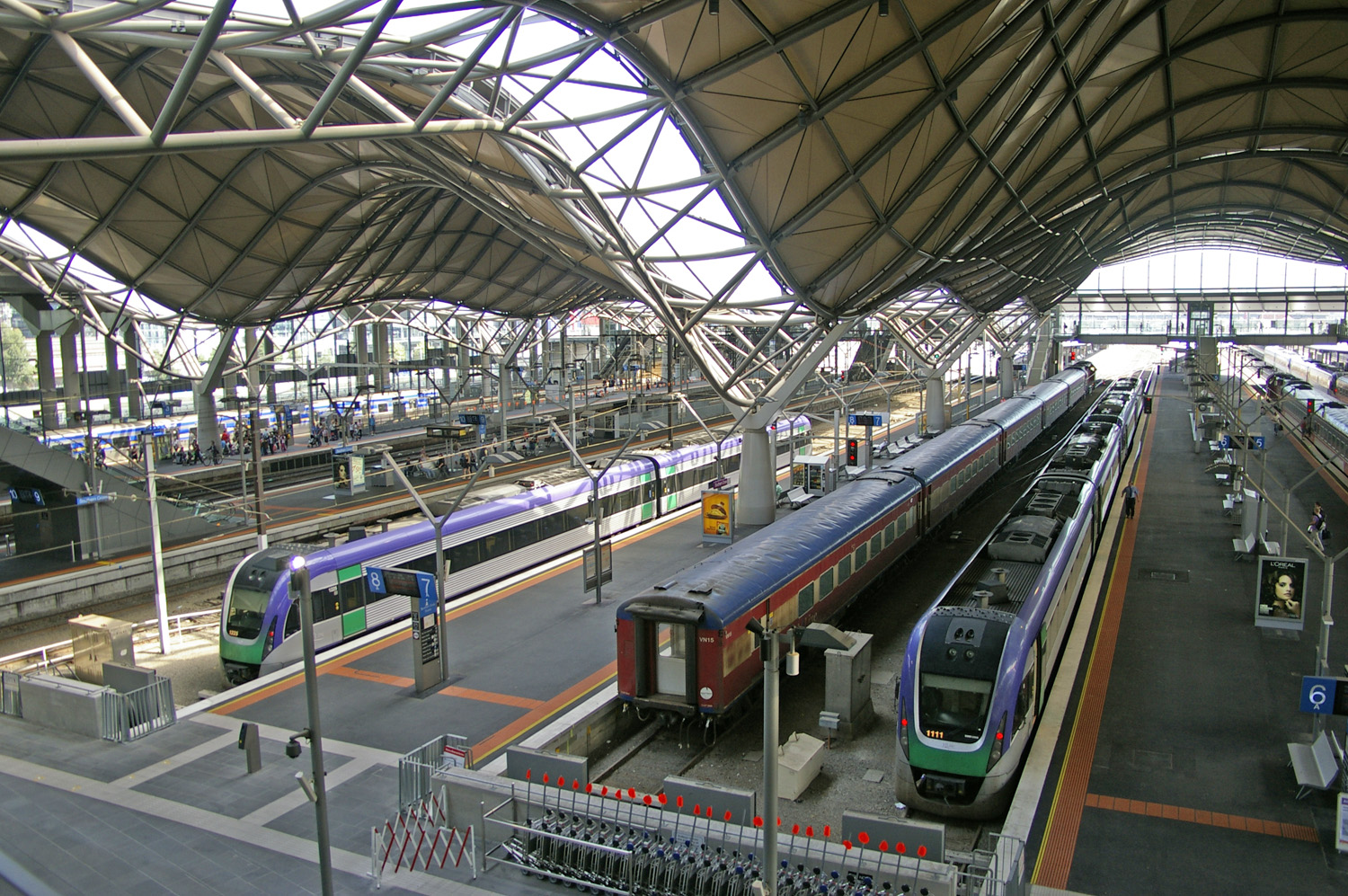
Blick über die Gleise 6 bis 8.

Der Bahnhof Southern Cross ist der am drittstärksten frequentierte in Melbourne. Er hat 17 Bahnsteiggleise. Die Gleise 1 und 2 sind Mehrschienengleise, die außer der sonst in Victoria üblichen Breitspur (1600 mm) auch von normalspurigen Zügen des Verkehrs zu den Nachbarstaaten Südaustralien und New South Wales genutzt werden können. Der Fernverkehr nutzt die Gleise 1 bis 8 sowie 15 und 16, die S-Bahn die Gleise 9 bis 14. Darüber hinaus gibt es ein zusätzliches Bahnsteiggleis am Nordende des „Hausbahnsteigs“, das ausschließlich normalspurig ausgelegt ist.

### Fernverkehr
In Southern Cross enden alle Fernzüge, die Melbourne ansteuern, sowohl die des innerstaatlichen Verkehrs von Victoria als auch die Verbindungen nach Sydney (2× täglich) und Adelaide (The Overland, 3× pro Woche).

### Nahverkehr

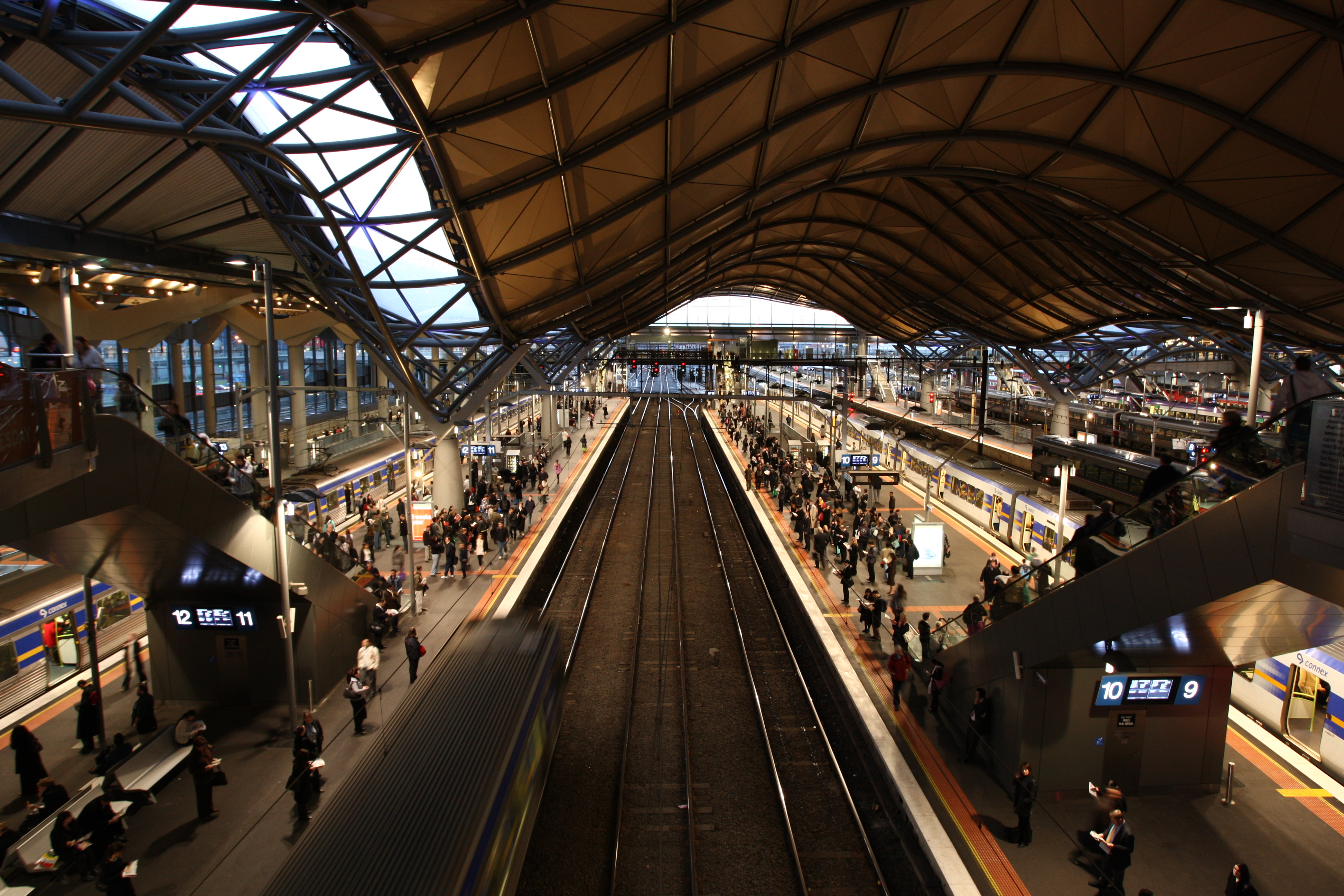
Rush Hour

Southern Cross ist einer von fünf Bahnhöfen des City Loop, einer unterirdischen viergleisigen S-Bahnstrecke, die die Innenstadt in einer großen Schleife umfährt. Der Bahnhof umfasst zugleich einen großen Busbahnhof, von dem unter anderem auch die Busse zum Flughafen und die Fernbusse abgehen.

### Wissenswert
Zwischen dem Bahnhof und dem gegenüber liegenden Postamt bestand in der ersten Hälfte des 20. Jahrhunderts eine kurze, schmalspurige U-Bahn zum Transport der Postsendungen zwischen den Zügen und der Post.